# 富蘭克林海峽

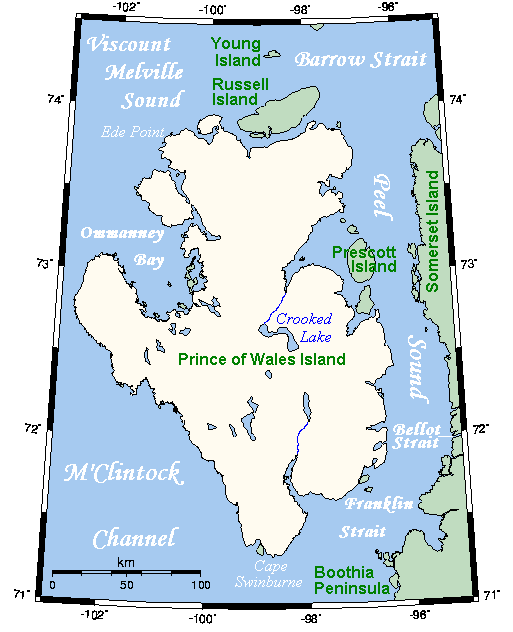

富蘭克林海峽是加拿大的海峽，位於威爾斯親王島和布西亞半島之間的北極群島地區，北接貝洛特海峽，由努納武特負責管轄，該海峽取名自英國探險家約翰·富蘭克林。
71°30′N 096°30′W / 71.500°N 96.500°W